# Ulrike Denk
Ulrike Denk (Keulen, 10 mei 1964) is een atleet uit Duitsland.
Ze was in juni 1984 de eerste Duitse atlete die de 100 meter horden onder de 13 seconden liep.
Op de Olympische Zomerspelen van Los Angeles in 1984 liep Denk de 100 meter horden, waarbij ze de zevende plaats behaalde.

## Persoonlijk record
| Onderdeel    | Resultaat | Jaar |
| ------------ | --------- | ---- |
| 100 m horden | 12,84     | 1985 |
|              |           |      |
|              |           |      |

| Onderdeel   | Resultaat | Jaar |
| ----------- | --------- | ---- |
| 60 m horden | 7,91      | 1986 |
|             |           |      |

## Privé
Denk komt uit een familie van sporters. Haar moeder Renate Krämer werd in 1954 achtste op het EK bij het onderdeel hoogspringen.
Haar vader Heinz Denk was hink-stap-springer. Ulrike Denk studeerde biologie.
- World Athletics: 14358569